# Борнмут (аеропорт)
Аеропорт Борнмут (англ. Bournemouth Airport (IATA: BOH, ICAO: EGHH) — аеропорт, розташований за 6,5 км NNE  від Борнмуту, Південна Англія. Летовище відкрите як авіабаза Гьорн в 1941 році, було переведено під цивільну оруду в 1944 році.
Аеропорт є хабом для:
- Ryanair
- TUI Airways

## Авіалінії та напрямки, липень 2022
| Авіакомпанія | Пункт призначення |
| ------------ | --- |
| easyJet      | Сезонний: Женева |
| Ryanair      | Аліканте, Будапешт, Дублін, Фару, Гран-Канарія, Краків, Лісабон (з 31 жовтня 2022), Малага, Мальта, Тенерифе-Південний, Вроцлав Сезонний: Бержерак, Жирона, Лансароте (з 30 жовтня 2022), Мурсія, Пальма-де-Мальорка, Задар |
| TUI Airways  | Лансароте, Тенерифе-Південний Сезонний: Анталія, Корфу, Даламан, Гран-Канарія, Іракліон, Ібіца, Кефалонія (з 7 травня 2019), Менорка, Пальма-де-Мальорка, Пафос, Родос, Закінф                                              |

## Пасажирообіг
Див. джерело запитів Вікіданих та джерела.

## Статистика
|                                 | Пасажирообіг | Авіатрафік | Зміна пасажирообігу |
| ------------------------------- | ------------ | ---------- | ------------------- |
| 2003                            | 0460,872     | 76,177     | ▲17.6%              |
| 2004                            | 0492,882     | 77,142     | ▲06.9%              |
| 2005                            | 0829,108     | 79,512     | ▲68.2%              |
| 2006                            | 0960,773     | 75,505     | ▲15.9%              |
| 2007                            | 1,083,379    | 71,742     | ▲12.8%              |
| 2008                            | 1,078,941    | 78,527     | ▼00.1%              |
| 2009                            | 0868,445     | 82,538     | ▼19.5%              |
| 2010                            | 0751,331     | 55,398     | ▼13.7%              |
| 2011                            | 0613,755     | 51,799     | ▼18.3%              |
| 2012                            | 0689,913     | 51,089     | ▲12.6%              |
| 2013                            | 0660,272     | 47,174     | ▼04.7%              |
| 2014                            | 0661,584     | 43,122     | ▲00.2%              |
| 2015                            | 0706,776     | 43,020     | ▲06.8%              |
| 2016                            | 0667,981     | 36,922     | ▼05.5%              |
| 2017                            | 0694,660     | 34,641     | ▲04.0%              |
| Source: CAA Official Statistics |              |            |                     |